# Altfrid Sicking
Altfrid Maria Sicking (* 28. Mai 1960 in Essen) ist ein deutscher Jazz- und Unterhaltungsmusiker (Vibraphon, Marimba).

## Wirken
Sicking, der in Ahaus aufwuchs, lernte zunächst Blockflöte und Klarinette, später Klavier. In der Pubertät spielte er in Rock- und Jazzrock-Bands E-Bass und Keyboards. 1978 wandte er sich dem Schlagzeug zu und absolvierte nach dem Abitur von 1979 bis 1985 ein klassisches Schlagzeugstudium an der Musikhochschule Dortmund (Künstlerische Reifeprüfung). Mit Workshops bei Stefan Bauer, David Friedman, Gary Burton, Hendrik Meurkens, Keiko Abe und Dave Samuels vertiefte er seine Instrumentalkenntnisse.
Sicking spielte Perkussion in Musicals wie Les Misérables oder Joseph und Vibraphon in Jazz-Pop-Rockbands wie Free on Board, bevor ihn Götz Alsmann in seine Band holte (seit 2005 ist er festes Mitglied der Götz-Alzmann-Band). Weiterhin kam es zu Konzerten mit der WDR Big Band, Lee Konitz, Gerd Dudek, Charlie Mariano, Knut Kiesewetter, Greetje Kauffeld, Silvia Droste, Romy Camerun und zu Aufnahmen mit Electric Brew, Die  Fantastischen Vier, Nelsons Wedding, Blackmail und Ansgar Specht. Mit Christoph Spendel spielte er unter dem Titel Just Friends ein Album ein. Seit 2007 ist er auch mit Markus Paßlick und seinen Original Pumpernickel zu erleben. 2021 legte er bei Mons Records sein Album I AM mit Eigenkompositionen vor. Zudem betreibt er viermal jährlich Sicking´s Jazzlounge in Bad Bentheim, wo er Musiker wie Jasper van’t Hof oder Tobias Sudhoff vorstellt. 
Seit 2000 ist Sicking für die Zeitschrift Drums&percussion als Autor zum Thema Improvisieren auf den Malletinstrumenten tätig. Aktuell ist er zudem Lehrbeauftragter der Musikhochschule Münster und der Folkwang Universität in Essen.